# Giulio Ricordi
Giulio Ricordi (Milão, 19 de dezembro de 1840 — Milão, 6 de junho de 1912) foi um editor musical e compositor italiano. Dirigiu a editora da família, a Casa Ricordi, de 1888 a 1912. Era amigo pessoal do compositor Giacomo Puccini. 